# Concilio de Salamanca (1310)
El Concilio  de Salamanca del año 1310 se celebró en octubre en esa ciudad. Su finalidad era juzgar a los caballeros de la Orden del Templo según ordenaba el papa Clemente V.
En el año 1308, el papa Clemente V emitió una encíclica instando a todos los soberanos cristianos de Europa a  encarcelar y confiscar los bienes de la orden del Templo citada. En respuesta a ello, los reyes Fernando IV de Castilla y Dionisio I de Portugal procedieron a la confiscación de los bienes que pertenecían a los templarios de sus reinos respectivos y el de Castilla los hizo presos, no así el de Portugal.
Se formaron los procesos y fueron llevados conjuntamente, los de Portugal y Castilla, a un concilio en Salamanca al cual asistieron Rodrigo, arzobispo de Santiago, Juan, obispo de Lisboa, Vasco, de la Guardia, Gonzalo, de Zamora, Pedro, de Ávila, Alonso, de Ciudad Rodrigo, Domingo, de Plasencia, Rodrigo, de Mondoñedo, Alonso, de Astorga, Juan, de Tuy, y Juan, de Lugo, los cuales, examinados los presuntos reos y seguidos los procedimientos legales convenientes, llegaron a la conclusión, por unanimidad, que eran inocentes de los cargos presentados, por lo que desde ese momento quedaron libres.